# Nowosiele (sielsowiet Komaje)
Nowosiele – dawna kolonia. Tereny, na których był położony, leżą obecnie na Białorusi, w obwodzie witebskim, w rejonie postawskim, w sielsowiecie Komaje.

## Historia
W czasach zaborów folwark i zaścianek w gminie Komaje, w powiecie święciańskim Imperium Rosyjskiego. W 1866 roku folwark był własnością Romerów; zaścianek miał 24 mieszkańców w 2 domach. W 1905 roku zaścianek liczył 19 mieszkańców, 64 dziesięciny, własność Romerów.
W dwudziestoleciu międzywojennym kolonia leżała w Polsce, w województwie wileńskim, w powiecie postawskim, w gminie Komaje.
W 1931 w 7 domach zamieszkiwały 44 osoby.
Miejscowość należała do parafii prawosławnej w Komajach. Podlegała pod Sąd Grodzki w Hoduciszkach i Okręgowy w Wilnie; właściwy urząd pocztowy mieścił się w Komajach.